# 红果胡椒
红果胡椒（学名：Piper rubrum）是胡椒科胡椒属的植物。分布于越南北部以及中国大陆的云南等地，生长于海拔350米的地区，多生于树上，目前尚未由人工引种栽培。